# Oded Grajew

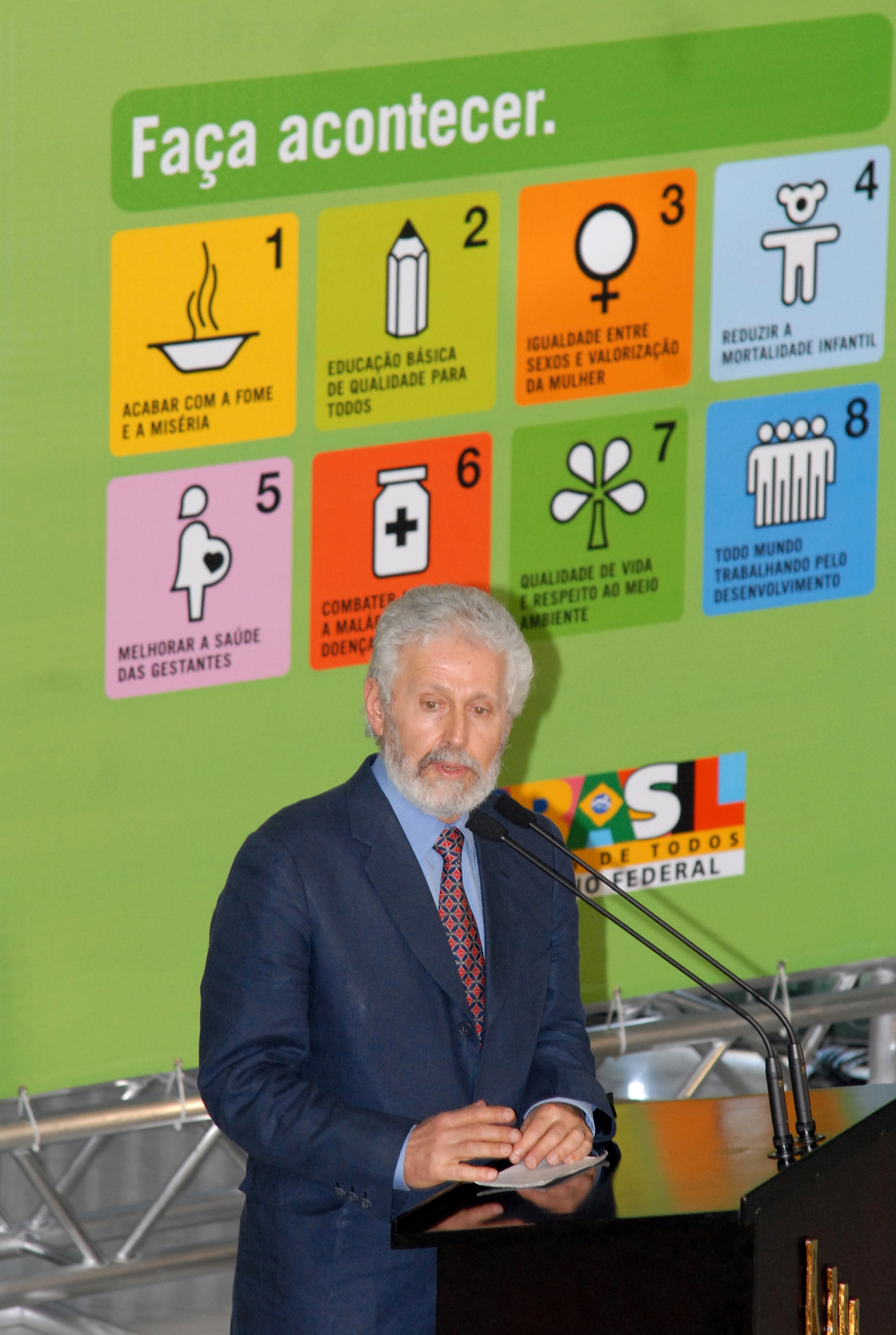
Oded Grajew (2007)

Oded Grajew (* 1944 in Tel-Aviv) ist ein israelischstämmiger Unternehmer, der in Brasilien aufwuchs und dessen Leistungen als erfolgreicher Wegbereiter verschiedener Organisationen im Non-Profit-Bereich (wie beispielsweise das Instituto Ethos) national sowie international anerkannt werden. Als Verfechter der Corporate Social Responsibility gilt er als Vermittler zwischen brasilianischer Wirtschaft und Gesellschaft.